# Leptocolpia montana
Leptocolpia montana là một loài bướm đêm trong họ Geometridae.